# Roger II de Pallars Sobirà
Roger II de Pallars Sobirà (? - 1256) fou comte de Pallars Sobirà (1240 - 1256), fill de Roger I de Pallars Sobirà, segon membre de la dinastia Coserans al Pallars.
Decantà l'esguard final del Pallars vers el casal català, iniciant amb la seva participació activa en les conquestes de Borriana, el Puig i València, una tongada gloriosa de col·laboració entusiasta amb els reis, portada al punt màxim pel seu fill i successor comtal Arnau Roger I, i duent a terme els enllaços dels seus fills amb cases nobles del Pirineu català, les propietats dels quals arrodoniren el territori pallarès per tots costats, sense menystenir els seus deures amb els comtes de Tolosa pels seus feus i alous de Coserans.

## Núpcies i descendents
Es casa el 1234 amb Sibil·la de Berga amb qui tingué dos fills:
- l'infant, Arnau Roger I de Pallars Sobirà,[2] (1236 aprox. - 1288) fou comte del Pallars Sobirà.
- l'infant, Ramon Roger I de Pallars Sobirà.